# Guillermo Galíndez
Guillermo Galíndez Antelo, (nacido el 10 de agosto de 1928 en Puerto Rico) es un exjugador de baloncesto hispano-puertorriqueño.

## Internacionalidades
Fue internacional con España en 24 ocasiones. Participó en los siguientes eventos:
- Juegos Mediterráneos de 1951. Segundo puesto.